# Onthophagus nitidifrons
Onthophagus nitidifrons là một loài bọ cánh cứng trong họ Bọ hung (Scarabaeidae).